# Priscilla Greenwood
Priscilla E. (Cindy) Greenwood (3 december 1937) is een Canadese statisticus en hoogleraar.

## Biografie
Greenwood studeerde aan Duke University (B.A. 1959), daarna aan Massachusetts Institute of Technology (graduated).
Zij promoveerde bij prof. Joshua Chover aan de University of Wisconsin-Madison in 1963.
Zij werkte vervolgens aan North Carolina College en daarna aan University of British Columbia in Vancouver.
Greenwood was hoogleraar in de mathematische statistiek aan de University of British Colombia in Vancouver in Canada van 1966 tot aan haar pensionering in 2000.
Zij werkte aan brownse Beweging, Lévy processen en Wiener-Hopf factorizatie.
Zij ontwikkelde de theorie van de martintote, een proces dat vergelijkbaar is met een martingaal voor de bestudering van asymptotische eigenschappen van stochastische processen.
Verder werkte zij aan non-standaard-analyse, en de theorie van locale tijd en excursies.
Samen met Evstigneev schreef zij een monografie over Random Fields. Voorts werkte zij aan metrische entropie, asymptotische efficiëntie, biostatistiek, pink noise, stochastische resonantie en epidemische modellen in de biostatistiek.
Zij is fellow van het Institute of Mathematical Statistics (1985).
Zij won de Krieger-Nelson Prize van de Canadian Mathematical Society in 2002.

## Werken
1. A convolution equation on a compact interval. Proc. Amer. Math. Soc. 16 (1965) 8–13
2. An asymptotic estimate of Brownian path variation. Proc. Amer. Math. Soc. 21 (1969) 134–138
3. The variation of a stable path is stable. Z. Wahrsch. Verw. Gebiete 14 (1969) 140–148
4. Variations of processes with stationary independent increments. Z. Wahrsch. Verw. Gebiete 23 (1972) 171–186 (met B. Fristedt)
5. Asymptotics of randomly stopped sequences with independent increments. Ann. Probab. 1 (1973) 317–321
6. On Prabhu's factorization of L´evy generators. Z. Wahrsch. Verw. Gebiete 27 (1973) 75–77
7. The Martintote. Ann. Probab. 2 (1974) 84–89
8. Extreme time of processes with stationary independent increments. Ann. Probab. 3 (1975) 664–676
9. Wiener-Hopf methods, decompositions, and factorisation identities for maxima and minima of homogeneous random processes. Adv. Appl. Probab. 7 (1975) 767–785
10. Stochastic differentials and quasi-standard random variables. In: Probabilistic Methods in Differential Equations (Proc. Conf., Univ. Victoria, Victoria, BC, 1974), Lecture Notes in Math., vol. 451, pp. 35–62. Berlin, Springer, 1975 (met R. Hersh)
11. Wiener-Hopf decomposition of random walks and Levy processes, Z. Wahrsch. Verw. Gebiete 34 (1976) 193–198
12. Random stopping preserves regular variation of process distributions. Annals of Probability 5 (l977) 42–5l (met I. Monroe)
13. Fluctuations of random walk in Rd and storage systems. Adv. Appl. Probab. 9 (1977) 566–587 (met M. Shaked)
14. Dual pairs of stopping times for random walk. Ann. Probab. 6 (1978) 644–650 (met M. Shaked)
15. A bivariate stable characterization and domains of attraction. J. Multivariate Anal. 9 (1979) 206–221 (met S. Resnick)
16. Fluctuation identities for L´evy processes and splitting at the maximum. Adv. Appl. Probab. 12 (1980) 893–902 (met J. Pitman)
17. Construction of local time and Poisson point processes from nested arrays. J. London Math. Soc. (2) 22 (1980) 182–192 (met J. Pitman)
18. Fluctuation identities for random walk by path decomposition at the maximum. Adv. Appl. Probab. 12 (1980) 291–293 (met J. Pitman)
19. Competing risks and independent minima: a marked point process approach. Adv. Appl. Probab. 13 (1981) 669–680 (met E. Arjas)
20. Point processes and system lifetimes. In: Stochastic differential systems (Visegr´ad, 1980), Lecture Notes in Control and Information Sci., vol. 36, pp. 56–60. Berlin, Springer, 1981
21. Harmonic renewal measures. Z. Wahrsch. Verw. Gebiete 59 (1982) 391–409 (met E. Omey and J.L. Teugels)
22. Harmonic renewal measures and bivariate domains of attraction in fluctuation theory. Z. Wahrsch. Verw. Gebiete 61 (1982) 527–539 (met E. Omey and J.L. Teugels)
23. A conditioned limit theorem for random walk and Brownian local time on square root boundaries. Ann. Probab. 11 (1983) 227–261 (met E. Perkins)
24. Limit theorems for excursions from a moving boundary. Teor. Veroyatnost. i Primenen. 29 (1984) 703–714. Transl. of the Russian journal: Th. Probab. Appl. 29 (1985) 731–743 (met E. Perkins)
25. Contiguity and the Statistical Invariance Principle. Stochastics Monographs, vol. 1. New York, Gordon & Breach Science Publishers, 1985 (met A.N. Shiryaev)
26. Characterizations of set-indexed Brownian motion and associated conditions for finite-dimensional convergence. Ann. Probab. 14 (1986) 802–816 (met C.M. Goldie)
27. Variance of set-indexed sums of mixing random variables and weak convergence of set-indexed processes. Ann. Probab. 14 (1986) 817–839 (met C.M. Goldie)
28. One-sided boundary crossing for processes with independent increments. Teor. Veroyatnost. i Primenen. 31 (1986) 266–277. Transl. of the Russian journal: Th. Probab. Appl. 31 (1987) 221–232 (met A.A. Novikov)
29. Central limit results for random fields. In: Proceedings of the 1st World Congress of the Bernoulli Society, (Tashkent, 1986), vol. 1, pp. 345–352. Utrecht, VNU Sci. Press, 1987 (met C.M. Goldie)
30. Some remarks with respect to the application of tests of chi-square type. Zap. Nauchn. Sem. Leningrad. Otdel. Mat. Inst. Steklov. (LOMI) 158 (1987) 49–71. English transl.: Application of tests of chi-square type. J. Sov. Math. 43(1988) 2776–2791 (met M.S. Nikulin)
31. An extreme-type limit law for a storage process. Math. Oper. Res. 13 (1988) 232–242 (met G. Hooghiemstra)
32. Partially specified semimartingale experiments. In: Statistical inference from stochastic processes (Ithaca, NY, 1987), Contemp. Math., vol. 80, pp. 1–17. Providence, RI, Amer. Math. Soc., 1988
33. Uniform weak convergence of semimartingales with applications to the estimation of a parameter in an autoregression model of the first order. In: Statistics and Control of Stochastic Processes, pp. 40–48. Moscow, Nauka, 1989 (met A.N. Shiryaev). English transl. of the volume: New York, Optimization Software, Inc., 1989
34. Efficiency of estimators for partially specified filtered models. Stoch. Process. Appl. 36 (1990) 353–370 (met W. Wefelmeyer)
35. On the domain of attraction of an operator between supremum and sum. Probab. Th. Related Fields 89 (1991) 201–210 (met G. Hooghiemstra)
36. A central limit theorem for evolving random fields. In: Selected Proceedings of the Sheffield Symposium on Applied Probability (Sheffield, 1989), IMS Lecture Notes Monogr. Series, vol. 18, pp. 66–99. Hayward, CA, Inst. Math. Statist., 1991 (met M. Ossiander)
37. Efficient estimating equations for nonparametric filtered models. In: N.U. Prabhu and I.V. Basawa, eds., Statistical Inference in Stochastic Processes, Probab. Pure Appl., vol. 6, pp. 107–141. New York: Dekker, 1991 (met W. Wefelmeyer)
38. Efficient estimation in a nonlinear counting-process regression model. Canadian J. Statist. 19 (1991) 165–178 (met W. Wefelmeyer)
39. On optimal estimating functions for partially specified counting process models. In: Estimating functions, Oxford Statist. Sci. Series, vol. 7, pp. 147–160. New York, Oxford Univ. Press, 1991 (met W. Wefelmeyer)
40. Asymptotic minimaxity of a sequential maximum likelihood estimator for a first order autoregressive model. Stochastics Stochastics Rep. 38 (1992) 49–65 (met A.N. Shiryaev)
41. A Markov evolving random field and spliting random elements. Teor. Veroyatnost. i Primenen. 37 (1992) 46–48. Transl. of the Russian journal: Th. Probab. Appl. 37 (1993) 40–42 (met I.V. Evstigneev)
42. Partially specified filtered models and efficiency. Teor. Veroyatnost. i Primenen. 37 (1992) 162–165. Transl. of the Russian journal: Th. Probab. Appl. 37 (1993) 139–142 (met W. Wefelmeyer)
43. Rates of Poisson approximation of finite range random fields. Ann. of Appl. Probab. 3 (1993) 91–102 (met A. Barbour)
44. On the joint distribution of ladder variables of random walk. Probab. Th. Related Fields 94 (1993) 457–472 (met R.A. Doney)
45. Asymptotic minimax results for stochastic process families with critical points. Stoch. Process. Appl. 44 (1993) 107–116 (met W. Wefelmeyer)
46. On asymptotically efficient Bahadur estimation. Dokl. Akad. Nauk, Ross. Akad. Nauk 332 (1993) 5–7. Transl. of the Russian journal: Russ. Acad. Sci., Dokl. Math. 48 (1994) 221–224 (met I.A. Ibragimov)
47. Nonparametric estimators for Markov step processes. Stoch. Process. Appl. 2 (1994) 1–16 (met W. Wefelmeyer)
48. Optimality properties of empirical estimators for multivariate point processes. . Multivariate Anal. 49 (1994) 202–217 (met W. Wefelmeyer)
49. Markov Fields Over Countable Partially Ordered Sets: Extrema and Splitting. Mem. Amer. Math. Soc. (Monogr. Series), vol. 112 (537). Providence, RI, American Mathematical Society, 1994 (met I.V. Evstigneev)
50. Stochastic extrema, splitting random elements and models of crack formation. In: J. Henry and J.-P. Ivon, eds., System modelling and optimization (Compiègne, 1993), Lecture Notes in Control and Inform. Sci., v. 197, pp. 315–319. London, Springer, 1994 (met I.V. Evstigneev)
51. Asymptotically efficient estimation of functionals in a Gaussian white noise. Dokl. Akad. Nauk, Ross. Akad. Nauk 344 (1995) 155–157. Transl. of the Russian journal: Russ. Acad. Sci. Dokl. Math. 52 (1995) 183–185 (met I.A. Ibragimov)
52. Efficiency of empirical estimators for Markov chains. Ann. Statist. 23 (1995) 132–143 (met W. Wefelmeyer)
53. Outperforming the Gibbs sampler empirical estimator for nearest neighbor random fields. Ann. Statist. 24 (1996) 1433–1456 (met I.W. McKeague and W. Wefelmeyer)
54. Empirical estimators for semi-Markov processes. Math. Methods Statist. 5 (1996) 229–315 (met W. Wefelmeyer)
55. A Guide to Chi-squared Testing. Wiley Series in Probability and Statistics: Applied Probability and Statistics. New York, John Wiley & Sons Inc., 1996 (met M.S. Nikulin)
56. Maximum likelihood estimator and Kullback-Leibler information in misspecified Markov chain models. Teor. Veroyatnost. i Primenen. 42 (1997) 169–178. Transl. of the Russian journal: Th. Probab. and Appl. 42 (1998) 103–111 (met W. Wefelmeyer)
57. Equivalences of the large deviation principle for Gibbs measures and critical balance in the Ising model. J. Statist. Phys. 86 (1997) 149–164 (met J. Sun)
58. The domain of attraction of the α-sun operator for type II and type III distributions. Bernoulli 3 (1997) 479–489 (met G. Hooghiemstra)
59. Partial likelihood and estimating equations. In: I.V. Basawa, V.P. Godambe and R.L. Taylor, eds., Selected Proceedings of the Symposium on Estimating Functions (Athens, GA, 1996), IMS Lecture Notes Monogr. Series, vol. 32, pp. 19–33. Hayward, CA, Inst. Math. Statist., 1997 (met W. Wefelmeyer)
60. Cox’s factoring of regression model likelihoods for continuous time processes. Bernoulli 4 (1998) 65–80 (met W. Wefelmeyer)
61. On criticality for competing influences of boundary and external field in the Ising model. J. Statist. Phys. 92 (1998) 35–45 (met J. Sun)
62. Information bounds for Gibbs samplers. Ann. Statist. 26 (1998) 2128–2156 (met I.W. McKeague and W. Wefelmeyer)
63. Reversible Markov chains and optimality of symmetrized empirical estimators. Bernoulli 5 (1999) 109–123 (met W. Wefelmeyer)
64. Bahadur’s asymptotic efficiency and the LAN expansion. I. Lower bounds. Independent observations. Math. Methods Statist. 8 (1999) 181–208 (met I.A. Ibragimov)
65. Von Mises type statistics for single site updated local interaction random fields. Statistica Sinica 9 (1999) 699–712 (met I.W. McKeague and W. Wefelmeyer)
66. Characterizing efficient estimators for local interaction Gibbs fields. Stat. Inference Stoch. Process. 2 (1999) 119–134 (met W. Wefelmeyer)
67. Computation of the size distribution of an epidemic in a finite heterogeneous population. Second European Conference on Highly Structured Stochastic Systems, pp. 183–185 (met S. A. Marion)
68. Statistical analysis of stochastic resonance in a simple setting. Physical Review E. 60 (1999) 4687–4695 (met L.M. Ward and W. Wefelmayer)
69. Spatial coupling in cyclic population dynamics: Models and data. Theoretical Population Biology 58 (2000) 239–254 (met D.T. Haydon)
70. Stochastic resonance enhances the electrosensory information available to paddlefish for prey capture. Physical Review Letters 84 (2000) 4773–4776 (met L.M. Ward, D.F. Russell, A. Neiman and F. Moss)
71. Semiparametric inference for synchronization of population cycles. In: Selected Proceedings of the Symposium on Inference for Stochastic Processes (Athens, GA, 2000), IMS Lecture Notes Monogr. Series, vol. 37, pp. 205–211. Beachwood, OH, Inst. Math. Statist., 2001 (met D.T. Haydon)
72. Phase coupling and synchrony in the spatio-temporal dynamics of muskrat and mink populations across Canada. Proc. Natnl. Acad. Sci. U.S.A. 98 (2001) 13149–13154 (met D.T. Haydon, N.C. Stenseth and M.S. Boyce)
73. Commentary on “Inference for Semiparametric Models” by P.J. Bickel and J. Kwan. Statistica Sinica 11 (2001) 892–906 (met W. Wefelmeyer and A. Schick)
74. The asymptotics of a near-critical epidemic. Research Report 2001:7, Mathematical Statistics, Stockholm University. ISSN 1650-0377, 2001 (met S.A. Marion and A. Martin-L¨of). Presented at the 19th Nordic Conference on Mathematical Statistics, June 9–13 2002, Stockholm, Sweden
75. Spatio-temporal dynamics of the grey-sided vole in Hokkaido: Identifying coupling using state-based Markov-chain modeling. Proceedings of the Royal Society B 270 (2003) 435–445 (met D.T. Haydon, N.C. Stenseth and T. Sato)
76. Statistical analysis of stochastic resonance in a threshold detector. Austrian J. of Statistics 32 (2003) 49–70 (met U.U. Müller, L.M. Ward and W. Wefelmeyer)
77. Empirical estimators based on MCMC data. In: Stochastic processes: modelling and simulation, Handbook of Statist., vol. 21, pp. 337–370. Amsterdam, North-Holland, 2003 (met W. Wefelmeyer)
78. Efficient estimation for semiparametric semi-Markov processes. Comm. Statist. Th. Methods 33 (2004) 419–435 (met U.U. M¨uller and W. Wefelmeyer)
79. Soft threshold stochastic resonance. Phys. Rev. E 70 (2004) 051110 (met U.U. Müller and L.M. Ward)
80. An introduction to efficient estimation for semiparametric time series. In: Parametric and Semiparametric Models with Applications to Reliability, Survival Analysis, and Quality of Life, Stat. Ind. Technol., pp. 253–269. Boston, MA, Birkh¨auser, 2004 (met U.U. Müller and W. Wefelmeyer)
81. Optimum signal in a simple neuronal model with signal-dependent noise. Biol. Cybernet. 92 (2005) 199–205 (met P. Lansky)
82. Optimal signal estimation in neuronal models. Neural Computation 17 (2005) 2240–2257 (met P. Lansky)
83. Autonomous stochastic resonance. In: M. Huskova and M. Janzura, eds., Prague Stochastics 2006, pp. 102–111. Prague, MatFyzPress, 2006 (met L.F. Gordillo and R. Kuske)
84. Information content in threshold data with non-Gaussian noise. Fluctuation Noise Lett. 7 (2007) L79-L89 (met P. Lansky)
85. Optimal signal in sensory neurons under an extended rate coding concept. Biosystems 89 (2007) 10–15 (met P. Lansky)
86. Sustained oscillations via coherence resonance in SIR. J. Theoret. Biol. 245 (2007) 459–469 (met R. Kuske and L.F. Gordillo)
87. Constructing 1/ωα noise from reversible Markov chains. Physical Review E 76 (2007) 031114 (met S. Erland).

## Bron
I.V. Evstigneev & N.H. Bingham: "Priscilla Greenwood: Queen of Probability", Stochastics, Vol. 80, Nr.2-3, page 103-113. 